# Calotelea anthracina
Calotelea anthracina är en stekelart som beskrevs av Lubomir Masner 1980. Calotelea anthracina ingår i släktet Calotelea och familjen Scelionidae. Inga underarter finns listade.